# ميناء درنة

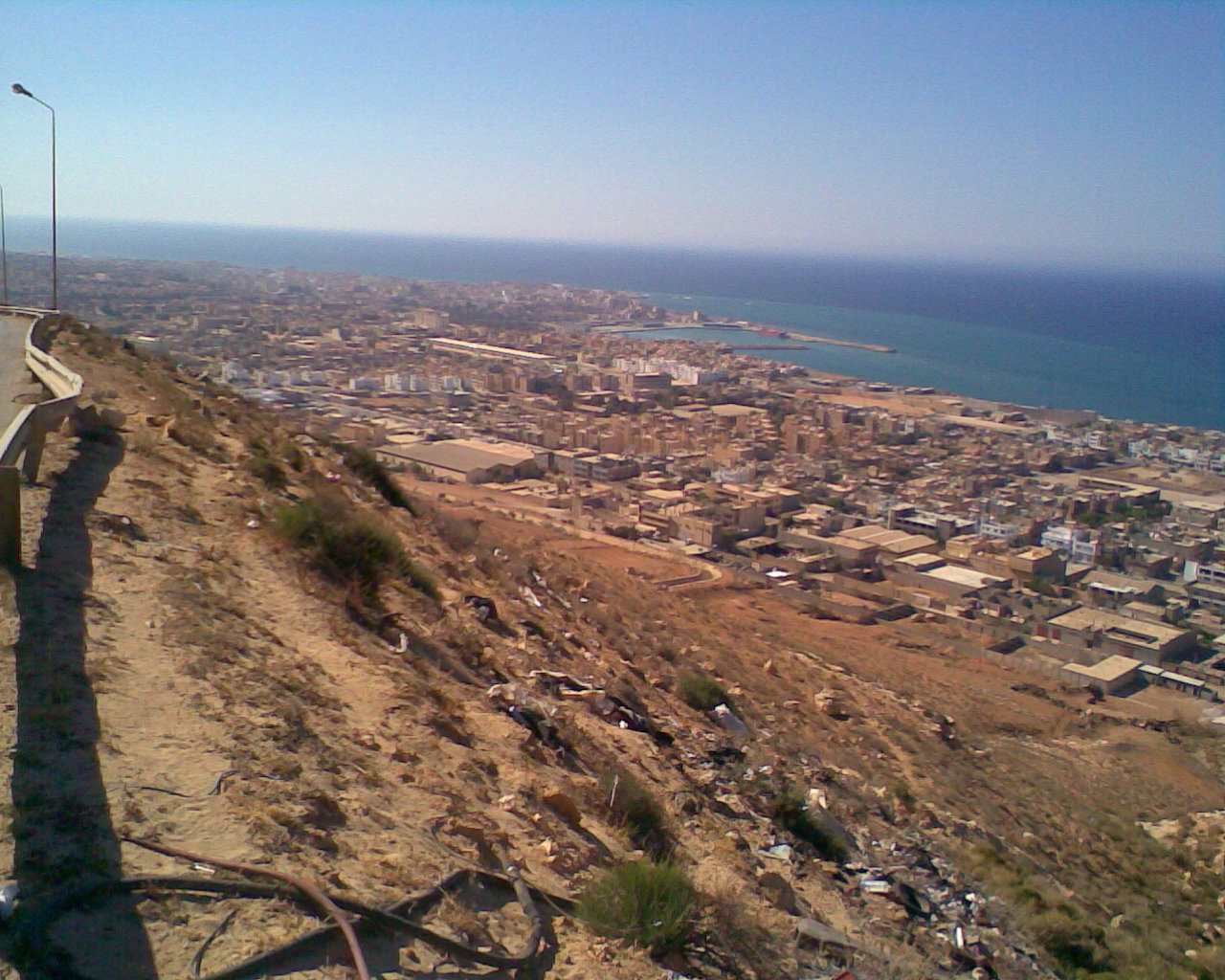
ميناء درنة

ميناء درنة هو ميناء مدينة درنة شمال شرق ليبيا. تديره الشركة الاشتراكية للمواني المملوكة للدولة. يبلغ إجمالي مساحة الميناء 480.000 متر مربع فيما تبلغ القدرة الاستيعابية السنوية للميناء 700.000 طن للوردية الواحدة. بين عامي 2001 و2005 بلغت كمية البضائع العامة والوقود المتداولة بالميناء ما نسبته 2.6 من إجمالي البضائع العامة والوقود المتداول بالموانئ الرئيسة في ليبيا سنة 2001، لتنخفض إلى 2.4% في 2005.

## تاريخ الميناء
يعد ميناء درنة من الموانئ القديمة والاستراتيجية في ليبيا، حيث كان في البداية رأسًا صخريًا يعرف بـ"رأس المتاريس"، يحيط به هلال رملي يضم منطقة الجسر التي كانت تحتوي على رصيف خشبي صغير حتى عام 1912م. مع وصول الاستعمار الإيطالي، بدأ العمل على إنشاء أول رصيف مسلح للميناء، وذلك لتسهيل شحن وتفريغ الآليات والمعدات والبضائع. في عام 1966، وصلت شركة دنماركية للميناء وقامت بصيانة وتوسيع الرصيف، بالإضافة إلى تعميقه لاستقبال السفن الكبيرة. فيما بعد، تم التعاقد مع شركة القناة المصرية لتوسيع الرصيف بشكل أكبر، كما تم بناء ورشة صيانة ومخزن لتخزين البضائع، بالإضافة إلى إنشاء مبنى إداري مكون من دورين (المبنى الذي أصبح مخصصًا للجمارك). في عام 1982م، قامت شركة هونداي الكورية بتنفيذ المرحلة الثانية من تطوير الميناء، شملت إنشاء حوض الميناء وبناء الأرصفة والمخازن والمرافق. وفي عام 1986، تم تشغيل الميناء من قبل الشركة الليبية للموانئ التي تولت تطويره وتشغيله حتى يومنا هذا.

## المقومات الخاصة للميناء
- إجمالي المساحة: حوالي 5 هكتارات.
- المساحة المائية للميناء: 200 متر.
- المساحة الأرضية: 30,000 متر مربع.
- الطاقة التصميمية (الاستيعابية): مليون طن سنويًا.
- أكبر سفينة يمكن استقبالها: بطول 140 مترًا.[3]

## الخصائص الملاحية للميناء
- طول الممر الملاحي: حوالي نصف ميل بحري.
- عرض المدخل: 60 مترًا.
- عمق المدخل: يتراوح العاطس بين 7 و 8 أمتار.
- دائرة الدوران: بقطر 200 متر وعمق 9 أمتار.
- منطقة الاقتراب:
  - حاجز الأمواج الرئيسي: يتكون من مكعبات خرسانية بطول 750 متر.
  - حاجز الأمواج الثانوي: مكون من مكعبات خرسانية وأحجار طبيعية بطول 350 متر.
- الإرشاد: إلزامي لجميع السفن.
- القطر: إلزامي في حالة ارتفاع السفينة وزيادة سرعة الرياح.[3]